# Mesonychidae
A Mesonychidae az emlősök (Mammalia) osztályába és a kihalt Mesonychia rendjébe tartozó család.

## Rendszerezése
A családba az alábbi nemek tartoznak:
- Ankalagon
- Dissacus
- Guilestes
- Harpagolestes
- Hessolestes
- Hukoutherium
- Jiangxia
- Mesonyx Típusnem
- Mongolestes
- Mongolonyx
- Pachyaena
- Sinonyx
- Synoplotherium vagy Dromocyon
- Yangtanglestes

## Tudnivalók
A Mesonychidae (magyarul: „középső karom”) család a párosujjú patások középnagyságú, ragadozó életmódot folytató rokona. Az állatok a korai paleocénben jelentek meg, és a paleocén és eocén korok alatt sokféle életfeltételhez alkalmazkodtak.
A Mesonychidae-fajok lehet, hogy Ázsiából származnak, mert itt fedezték fel a legősibb képviselőjét, a Yangtanglestest, amely a kora paleocén korszakban élt. Ázsiában sok fajuk élt, mert minden paleocén kori ökoszisztémában jelen voltak. Mivel abban az időben más ragadozó emlősök, mint amilyenek a creodonták és egyes őspatások, még ritkák voltak vagy hiányoztak, a Mesonychidae-fajok töltötték be a csúcsragadozó szerepét. A paleocén és eocén korokban egyes Mesonychidae-nemek, mint amilyenek a Dissacus, a Pachyaena és a Mesonyx, elhagyták Ázsiát és átköltöztek Európába és Észak-Amerikába, ahol új nemek fejlődtek ki belőlük.